# 3403 Tammy
3403 Tammy eller 1981 SW är en asteroid i huvudbältet som upptäcktes den 25 september 1981 av den amerikanska astronomen Laurence G. Taff i Socorro, New Mexico. Den är uppkallad efter Tammy Irelan.
Asteroiden har en diameter på ungefär 4 kilometer.